# Fahed Hariri
Pour les articles homonymes, voir Hariri.
Fahed Hariri ou Fahd Hariri (né en 1980) est un milliardaire libanais, fils cadet du premier ministre Rafiq Hariri, assassiné en 2005.

## Biographie
Fahd Hariri est né à Riyad en Arabie saoudite. Il étudie à l'École internationale bilingue. En 2004, il est diplômé de l'École spéciale d'architecture de Paris.

### Carrière
Il travaille dans l'immobilier à Beyrouth. Président du fonds Har Investment et membre de Lutetia Capital SAS, Paris.
En 2012, il vend ses parts dans la compagnie Saudi Oger, à son frère, Saad Hariri, premier ministre jusqu'en 2019.
En novembre 2018, Forbes estime sa fortune à US$ 1.2 milliard.

### Vie privée
Il est marié et vit à Paris.